# Лајано (Беневенто)
Лајано је насеље у Италији у округу Беневенто, региону Кампанија.
Према процени из 2011. у насељу је живело 212 становника. Насеље се налази на надморској висини од 485 м.